# Proarticulata
I proarticolati (Proarticulata) sono un misterioso gruppo di organismi estinti, caratteristici dell'Ediacarano (550 milioni di anni fa). I loro fossili sono stati rinvenuti principalmente in Australia e in Russia.

## Descrizione
Proposto nel 2003 da Mikhail Fedonkin, questo gruppo contiene animali dotati di un carapace sottile e flessibile, non mineralizzato e a forma di scudo; il corpo, invece, era segmentato e spesso. La caratteristica più notevole dei proarticolati riguarda il tipo di segmentazione corporea, organizzata secondo un piano noto come simmetria a scorrimento, secondo il quale i segmenti corrispondenti dei lati destro e sinistro non sono l'uno di fronte all'altro ma sono sfalsati.

## Classificazione
Fedonkin ha descritto i proarticolati come un antico phylum di organismi a simmetria bilaterale. Lo studioso russo include in questo gruppo i generi Dickinsonia, Yorgia, Vendia, Archaeaspinus, Andiva e Ovatoscutum. Nel 2007, Andrey Ivantsov propose che altri generi fossili (Tamga, Lossinia, Ivovicia e Onega) potessero essere parte dei proarticolati, o quantomeno vicino ad essi.